# Бонікув (Великопольське воєводство)
Бонікув (пол. Boników, нім. Feldmark) — село в Польщі, у гміні Одолянув Островського повіту Великопольського воєводства.
Населення — 551 особа (2011).

## Демографія
Демографічна структура станом на 31 березня 2011 року:
|          | Загалом | Допрацездатний вік | Працездатний вік | Постпрацездатний вік |
| -------- | ------- | ------------------ | ---------------- | -------------------- |
| Чоловіки | 272     | 69                 | 177              | 26                   |
| Жінки    | 279     | 41                 | 194              | 44                   |
| Разом    | 551     | 110                | 371              | 70                   |